# Callebaea
Callebaea is een monotypisch geslacht van schimmels dat behoort tot de familie Capnodiaceae. Het bevat alleen Callebaea rutideae.